# Piața liberă
În economie, o piață liberă este un sistem în care prețurile pentru bunuri și servicii sunt determinate de piața deschisă și de consumatori. Într-o piață liberă, legile și forțele cererii și ofertei sunt libere de orice intervenție a unui guvern sau a unei alte autorități. Susținătorii conceptului de piață liberă îl contrazic cu o piață reglementată în care un guvern intervine în ofertă și cerere prin diferite metode, cum ar fi tarifele, utilizate pentru a restricționa comerțul și pentru a proteja economia locală. Într-o economie de piață liberă idealizată, prețurile la bunuri și servicii sunt stabilite liber de forțele cererii și ofertei și li se permite să ajungă la punctul de echilibru fără intervenția politicii guvernamentale. 
Cercetătorii contrazic conceptul de piață liberă cu conceptul unei piețe coordonate în domenii de studiu precum economia politică, noua economie instituțională, sociologia economică și știința politică. Toate aceste domenii subliniază importanța în sistemele de piață existente a unor instituții de reglementare care se află în afara forțelor simple de ofertă și de cerere, care creează spațiu pentru ca aceste forțe să opereze pentru a controla producția și distribuția productivă. 
Deși piețele libere sunt asociate în mod obișnuit cu capitalismul în cadrul unei economii de piață în utilizarea contemporană și cultura populară, piețele libere au fost, de asemenea, susținute de anarhiști, socialiști și unii susținători ai cooperativelor și susținători ai împărțirii profitului. Critica conceptului teoretic poate considera sistemele cu putere semnificativă de piață, inegalitatea puterii de negociere sau asimetria informației ca fiind mai puțin liberă, reglementarea fiind necesară pentru a controla aceste dezechilibre, pentru a permite piețelor să funcționeze mai eficient.

## Piața: concept și forme
Piața creează contextul necesar pentru ca profitul să devină principalul stimulent pentru a realiza produse competitive și la costuri cât mai mici. Piața, prin sistemul liberei concurențe, “permite obținerea unei repartiții a resurselor ale căror grad de eficiență este echivalent cu aceea a unui dictator care are acces la toate datele economice și sociale”.
Economia de piață, în concepția lui Fr.Von Hayek este “o economie a informațiilor, a transmiterii și prelucrării lor rapide în vederea obținerii unor decizii prompte și oportune. Pentru a realiza această misiune, piața are de partea sa avantajele pe care i le conferă concurența și descentralizarea. Aceasta din urmă, rezolvând paradoxul complexității, lasă ultima decizie pe seama agentului economic care este cel mai bine informat în problema respectivă”. Piața devine astfel un puternic mijloc de crearea a bogăției , ea dezvăluie și dezvoltă o economie a informației, fără de care omenirea nu ar cunoaște progresul.
Piața asigură loialitatea tranzacțiilor, respectul reciproc dintre participanții la actul de schimb și respectarea regulilor. Diferența de câștig reflectă eficiența fiecărui jucător în folosirea informației.

## Piața bunurilor economice
Piața ocupă locul central în mecanismul de funcționare a economiei de piață și poate fi definită prin trăsăturile sale caracteristice, și anume:
1. loc de întâlnire a cererii cu oferta;
2. loc de formare a prețului;
3. un contract de vânzare-cumpărare;
4. loc de schimb pentru diferitele produse;
5. loc de manifestare a concurenței:

## Clasificare
Clasificarea pieței se face după următoarele criterii:
1.Obiectul tranzacției:
- bunurile economice;
- monetară;
- muncii;
- valutară.
2. Destinația bunurilor:
- bunurile destinate consumului privat și public;
- factorilor de producție.
3. Aria geografică:
- internă;
- externă:
4. Gradul de apropiere față de consumatori:
- piețe dispersate (comerțul cu amănuntul);
- piețe concentrate (bursele de mărfuri, comerțul engros);
- piețe unde nu e necesară prezența vânzătorului (tranzacții prin internet, telefon, etc.).
5. Modul de manifestare a concurenței:
- cu concurență perfectă;
- de monopol;
- cu concurență imperfectă.
6. Modul  de formare al prețului:
- cu concurență perfectă: pe o asemenea piață prețul se formează prin jocul cererii și al ofertei;
- administrate, în cadrul cărora prețul este fixat fie de administrațiile publice sau locale, fie de o firmă care are o poziție de monopol, fiind singura ofertantă a unui bun;
- cu concurență imperfectă, în cadrul cărora prețul este influențat într-o măsură mai mare sau mai mică de firmele care acționează pe piața acelui produs. 